# CANZUK
CANZUK là từ viết tắt cho một liên minh được đề xuất bao gồm Canada, Australia (Úc), New Zealand và United Kingdom (Anh Quốc) là một phần của một tổ chức quốc tế hoặc liên minh có phạm vi tương tự như Cộng đồng Kinh tế Châu Âu trước đây. Điều này bao gồm tăng cường thương mại, hợp tác chính sách đối ngoại, hợp tác quân sự và khả năng di chuyển của công dân giữa bốn quốc gia, được gắn với nhau bởi họ đều sử dụng chung một ngôn ngữ là Tiếng Anh. Ý tưởng về CANZUK xuất phát từ các công dân ủng hộ CANZUK International và phần lớn cư dân đều ủng hộ chú nghĩa dân tộc Anh. Và các chính trị gia từ bốn quốc gia.

## Lịch sử

### Dòng thời gian
Thuật ngữ CANZUK lần đầu tiên được đặt ra bởi tác giả William David McIntyre trong cuốn sách năm 1967 của ông tên là Các thuộc địa thành khối thịnh vượng chung trong bối cảnh của một "Liên minh CANZUK". Ý tưởng về tăng cường hợp tác di cư, thương mại và chính sách đối ngoại giữa các quốc gia CANZUK được tạo ra và phổ biến vào năm 2015 bởi Giám đốc điều hành và Người sáng lập của CANZUK International.
Sau cuộc trưng cầu dân ý về việc rời khỏi Liên minh Châu Âu năm 2016 của Vương quốc Anh, các nhà văn như Andrew Lilico và James C. Bennett, cùng với các học giả như nhà sử học Andrew Roberts cũng ủng hộ rằng Canada, Úc, New Zealand và Vương quốc Anh hợp nhất và tạo thành một thực thể mới trong chính trị quốc tế. Andrew Roberts gợi ý rằng một khối như vậy có thể gia nhập trật tự quốc tế với tư cách là trụ cột thứ ba của phương Tây (cùng với Hoa Kỳ và Liên minh châu Âu). Ngoài vấn đề này, Roberts lập luận rằng do quy mô lãnh thổ, phạm vi địa lý và nền kinh tế tiên tiến, nó sẽ đủ tiêu chuẩn là một "cường quốc" và có khả năng trở thành "cường quốc toàn cầu" (hoặc đang nổi lên siêu cường).
Một số người ủng hộ như Roberts ủng hộ liên minh hoặc liên bang. Những người khác, chẳng hạn như Lilico mô tả mục tiêu là tạo ra một "quan hệ đối tác địa chính trị" giống như Cộng đồng Kinh tế Châu Âu.  Không những vậy có nhiều người ủng hộ, bao gồm các nhân vật như Thủ tướng Úc Scott Morrison, Thủ tướng Canada Justin Trudeau, cựu thủ tướng Anh Theresa May và Thủ tướng New Zealand Jacinda Ardern.

### Mối quan hệ
Canada, Úc và New Zealand là các cựu thuộc địa định cư cũ của Đế quốc Anh hoặc gốc dân tộc Anh đến chiếm phần lớn dân số Ngày nay, bốn quốc gia CANZUK duy trì mối quan hệ chặt chẽ về quan hệ văn hóa, ngoại giao và quân sự với nhau. Các cờ  Canada,  Úc,  New Zealand và  Anh Quốc sẽ hợp nhất lại tạo thành cờ của Liên minh CANZUK (gọi tắt là Cờ của Liên minh Hoàng gia).
Canada, Úc, New Zealand và Vương quốc Anh cũng là quốc gia thành viên của khối thịnh vượng chung có chung Elizabeth II với tư cách là quốc vương lập hiến và là nguyên thủ quốc gia của họ. Các quốc gia chia sẻ một số điểm tương đồng về thể chế, ngôn ngữ và tôn giáo như việc sử dụng hệ thống chính trị dựa trên hệ thống chính phủ nghị viện Westminster và thông luật. Các quốc gia CANZUK là một phần của thế giới nói tiếng Anh và chia sẻ một số sáng kiến quân sự Anglosphere với nhau, bao gồm Fincastle Trophy, Five Eyes tình báo, ABCANZ Armies và AUSCANNZUKUS, quan tâm đến việc tăng cường hợp tác quân sự và hải quân. Canada và Vương quốc Anh đã có một liên minh thông qua Tổ chức Hiệp ước Bắc Đại Tây Dương trong khi Úc, New Zealand và Vương quốc Anh có liên minh thông qua Năm Thỏa thuận Phòng thủ Sức mạnh.
Tất cả bốn quốc gia đều có dân số đa dạng, đa văn hóa, báo chí tự do và cởi mở, đồng thời liên kết chặt chẽ với nhau về các vấn đề xã hội quan trọng. Mối quan hệ công chúng vô cùng nồng ấm giữa bốn quốc gia, với bằng chứng nhất quán rằng người dân Canada, Australia, New Zealand và Vương quốc Anh coi các quốc gia của nhau là bạn bè và đồng minh thân thiết nhất của đất nước họ trên thế giới.
Kể từ năm 1983, Úc và New Zealand đã có quan hệ thương mại chính thức với hiệp định Quan hệ kinh tế chặt chẽ hơn (CER).
Vào năm 2021, Úc và Vương quốc Anh đã đồng ý với một trong những hiệp định thương mại rộng lớn nhất trong lịch sử của Úc, chỉ có thể so sánh với một thỏa thuận tương tự giữa New Zealand và Úc. Tự do hóa đáng kể việc di chuyển tự do hàng hóa và con người, thỏa thuận mới sẽ giảm bớt các rào cản về công nghệ và kỹ thuật số giữa hai quốc gia. Các văn bằng luật sư ở Úc và Vương quốc Anh sẽ có cùng một khung pháp lý. Luật sư ở cả hai quốc gia sẽ dễ dàng hơn khi xin việc ở các quốc gia khác. Thỏa thuận mới sẽ giảm các yêu cầu về thị thực đối với lao động nông nghiệp không có tay nghề và các lĩnh vực công việc khác trong khu vực. Các công ty tài chính sẽ không có hạn chế đối với việc chuyển giao tài sản tài chính giữa Úc và Vương quốc Anh.

## Quốc gia
|                           | Canada | Úc | New Zealand | Anh Quốc |
| ------------------------- | --- | --- | --- | --- |
| Quốc kỳ                   | Canada | Úc | New Zealand | Vương quốc Liên hiệp Anh và Bắc Ireland |
| Quốc huy                  | Canada | Australia | New Zealand | United Kingdom |
| Dân số                    | 37,971,020 (tính đến năm 2020) | 25,522,169 (tính đến năm 2019) | 5,124,850 (tính đến năm 2021) | 66,796,807 (tính đến năm 2019) |
| Diện tích                 | 9,984,670 km² | 7,741,220 km² | 268,838 km² | 243,610 km² |
| Mật độ dân số             | 3.9/km² | 3.3/km² | 18.3/km² | 270.7/km² |
| Thủ đô                    | Ottawa | Canberra | Wellington | London |
| Các khu đô thị lớn (2021) | - Toronto: 6.255tr - Montréal: 4.247tr - Vancouver: 2.606tr - Calgary: 1.581tr - Edmonton: 1.491tr - Ottawa: 1.408tr | - Sydney: 5.312tr - Melbourne: 5.061tr - Brisbane: 2.439tr - Perth 2.067tr - Adelaide: 1.345tr - Gold Coast: 679,127 | - Auckland: 1.630tr - Wellington: 417,000 | - London: 9.426tr - Đại Manchester: 2.750tr - Birmingham: 2.626tr - West Yorkshire: 1.902tr - Glasgow: 1.681tr - Southampton/Portsmouth: 936,000 |
| Hình thức chính phủ       | Liên bang Nghị viện Quân chủ lập hiến | Chế độ quân chủ lập hiến nghị viên liên bang | Đơn thể chế độ quân chủ lập hiến nghị viện | Chế độ quân chủ lập hiến nghị viện đơn nhất |
| Nguyên thủ Quốc gia       | Vua Charles III | Vua Charles III | Vua Charles III | Vua Charles III |
| Người đứng đầu chính phủ  | Thủ tướng Justin Trudeau | Thủ tướng Scott Morrison | Thủ tướng Jacinda Ardern | Thủ tướng Boris Johnson |
| Ngôn ngữ chính thức       | - Tiếng Anh - Tiếng Pháp | Tiếng Anh | - Tiếng Anh - Tiếng Māori - Ngôn ngữ Ký hiệu | - Tiếng Anh - Tiếng Welsh |
| Tôn giáo Chính            | - 39% Công giáo - 20.3% Tin lành - 1.6% Cơ đốc giáo chính thống - 6.3% Cơ đốc giáo - 3.2% Đạo Hồi - 1.5% Ấn Độ giáo (đạo Hindu) - 1.4% Đạo Sikh - 1.1% Phật giáo (dòng Trung Quốc) - 1% Do Thái giáo - 0.6% Vô thần - 23.9% Không theo (tính đến năm 2011) | - 23.1% Tin Lành - 22.6% Công giáo - 4.2% Cơ đốc giáo - 2.6% Đạo Hồi - 2.4% Phật giáo (viếng Chùa) - 2.3% Cơ đốc giáo chính thống - 1.9% Ấn Độ giáo (đạo Hindu) - 1.3% Vô thần - 30.1% Không - 9.6% Không xác định (tôn giáo khác) (tính đến năm 2016) | - 37.3% Cơ đốc - 2.7% Ấn Độ giáo (đạo Hindu) - 1.3% Đạo Māori - 1.3% Đạo Hồi - 1.1% Phật giáo - 1.6% Vô thần - 48.6% Không - 6.7% Tôn giáo khác (tính đến năm 2018) | - 59.5% Cơ đốc - 4.4% Đạo Hồi - 1.3% Ấn Độ giáo (đạo Hindu) - 2% Vô thần - 25.7% Không - 7.2% Không xác định (tính đến năm 2011)                 |
| Tiền tệ                   | Đô-la Canada | Đô-la Úc | Đô-la New Zealand | Bảng Anh |

## Kinh tế
| Quốc gia                   | Dân số      | GDP danh nghĩa (Tỷ USD) | GDP bình quân đầu người danh nghĩa (USD) | PPP GDP (Tỷ USD) | PPP GDP bình quân đầu người (USD) | Sự giàu có của quốc gia (Tỷ USD) | Sự giàu có của gia theo bình quân đầu người (USD) | Phát triển con người (chỉ số 2020) |
| -------------------------- | ----------- | ----------------------- | ---------------------------------------- | ---------------- | --------------------------------- | -------------------------------- | ------------------------------------------------- | ---------------------------------- |
| Canada                     | 38,014,184  | $1,984                  | $48,774                                  | $1,931           | $51,749                           | $7,407                           | $202,240                                          | 0.929 (Cao)                        |
| Úc                         | 25,741,500  | $1,500                  | $61,359                                  | $1,235           | $50,522                           | $7,329                           | $299,748                                          | 0.944 (Cao)                        |
| New Zealand                | 5,007,330   | $206                    | $42,692                                  | $1,857           | $42,940                           | $1,162                           | $240,821                                          | 0.931 (Cao)                        |
| Anh Quốc                   | 67,886,004  | $3,124                  | $44,367                                  | $2,880.25        | $43,520                           | $14,073                          | $212,640                                          | 0.932 (Cao)                        |
| Tổng                       | 136,649,018 | $6,621                  | $48,765                                  | $6,065           | $45,919                           | $29,971                          | $226,913                                          | 0.934 (Cao)                        |
| Chiền tỷ lệ % của thế giới | 1.7%        | 7.4%                    | –                                        | 4.8%             | –                                 | 10.7%                            | –                                                 | –                                  |

## Hỗ trợ quan điểm
Một số tổ chức đã được thành lập để thúc đẩy liên minh, ở các mức độ khác nhau, các hiệp hội chặt chẽ hơn giữa các quốc gia CANZUK (Ví dụ: CANZUK International) như mục đích đã nêu, mong muốn thiết lập một khu vực tự do đi lại giống như khu vực đã tồn tại trước Đạo luật Cộng đồng Châu Âu 1972, hoặc như một tấm gương phản chiếu cho quyền tự do đi lại như được thấy trong Thỏa thuận Du lịch Xuyên Tasman. Các tổ chức khác phần lớn là các nhóm tự nguyện của những người ủng hộ ý tưởng cụ thể hơn về liên minh xuyên quốc gia, chẳng hạn như "Hợp nhất CANZUK".

### TạiCanada
Một số thành viên quốc hội đã lên tiếng ủng hộ sáng kiến CANZUK trong cuộc bầu cử lãnh đạo Đảng Bảo thủ Canada của bầu cử lãnh đạo năm 2017. Người chiến thắng cuối cùng trong cuộc bầu cử lãnh đạo, Andrew Scheer, đã tuyên bố ủng hộ thỏa thuận thương mại tự do CANZUK vào tháng 3 năm 2017. Tại một cuộc tranh luận ở Vancouver, British Columbia, Scheer tuyên bố, "Tôi  rất ủng hộ một thỏa thuận thương mại với các quốc gia đó. Úc, New Zealand và Vương quốc Anh có nền tảng luật pháp tương tự nhau, họ có một hệ thống dân chủ chung, họ có cùng các loại pháp luật và quy định xung quanh đầu tư và thương mại. Đó là những loại về những thứ chúng tôi không thích ở Trung Quốc" (Được dịch sang Tiếng Việt).
Các ứng cử viên khác cho vị trí lãnh đạo Đảng Bảo thủ cũng đã lên tiếng ửng hộ thương mại tự do CANZUK và tự do đi lại như một phần của các nền tảng chiến dịch bầu cử của họ, bao gồm Erin O'Toole và Michael Chong. O'Toole đã ủng hộ CANZUK trong chiến dịch tranh cử thành công của ông cho vị trí lãnh đạo Đảng Bảo thủ Canada trong 2020.

### TạiÚc
Vào tháng 8 năm 2017, Tự do Thượng nghị sĩ cho Victoria, James Paterson, đã xuất bản một đoạn quan điểm trong Đánh giá tài chính Úc tuyên bố ủng hộ thương mại tự do CANZUK và di chuyển tự do, nêu rõ "Với việc Úc, New Zealand và Canada đều đang xếp hàng để ký các thỏa thuận thương mại hậu Brexit với Vương quốc Anh, chúng tôi có một  cơ hội để thúc đẩy một thỏa thuận trên phạm vi rộng giữa tất cả bốn quốc gia thuộc Khối thịnh vượng chung... Đó là một ý tưởng đã đến lúc."

### TạiNew Zealand
Tại New Zealand, ACT New Zealand đã bày tỏ sự ủng hộ đối với "khu vực đi lại tự do", với nhà lãnh đạo David Seymour tuyên bố, "Các quốc gia thành công như Anh và New Zealand không nên dựng lên những bức tường và ngăn cách nhau khi chính việc trao đổi ý tưởng đã làm cho các quốc gia của chúng ta trở nên thịnh vượng. Brexit cung cấp những lựa chọn mới khi nước Anh xoay trục khỏi vấn đề nhập cư châu Âu. Hãy tiếp cận Anh với một đề xuất về tự do hai chiều hiệp định vận động ". CCER đã được đưa vào chính sách của chính phủ New Zealand trong thỏa thuận Lao động-NZ đầu tiên.

### TạiAnh Quốc
Vào ngày 11 tháng 7 năm 2012, Andrew Rosindell Nghị sĩ của Romford đưa ra dự luật của các thành viên riêng cho Quốc hội Vương quốc Anh sẽ liên quan đến việc cho phép "thần dân của Vương quốc của Bệ hạ vào Vương quốc Anh thông qua một kênh chuyên dụng tại các nhà ga quốc tế", "hiển thị nổi bật chân dung của Nữ hoàng với tư cách là Nguyên thủ quốc gia" và cờ Liên minh và các điều khoản khác, Hóa đơn được hỗ trợ bởi MPs Nigel Dodds (DUP), Rory Stewart (Conservative), Bob Blackman (Conservative), Steve Baker (Conservative), Priti Patel (Conservative), Mark Menzies (Conservative), Kate Hoey (Labour), Ian Paisley (DUP), John Redwood (Conservative) và Thomas Docherty (Labour). "Dự luật đã không thể hoàn thành việc thông qua Quốc hội trước khi kết thúc kỳ họp... và [đã] không đạt được tiến bộ nào nữa."
Sau đó, MEP của Đảng Bảo thủ cho Đông Nam Anh Daniel Hannan đã bày tỏ sự ủng hộ đối với CANZUK với tư cách là diễn giả khách mời tại đại hội Đảng Bảo thủ Canada 2018 ở Halifax. Nghị sĩ Đảng Bảo thủ Scotland Bill Grant cũng bày tỏ sự ủng hộ đối với việc gia tăng quan hệ giữa Vương quốc Anh, Úc, Canada và New Zealand trên trang web của mình vào năm 2018 và tuyên bố rằng các Bộ trưởng Anh nhận thức được CANZUK và "rất nhiệt tình về các mối quan hệ trong tương lai và thương mại của chúng tôi với mỗi quốc gia có liên quan". Những người ủng hộ cởi ông khai bao gồm 23 nghị sĩ, trong đó đáng chú ý có Jeremy Hunt và Paul Bristow - chủ tịch CANZUK APPG.

## Quan điểm chính thức
Trong chuyến thăm Australia vào tháng 9 năm 2019, Bộ trưởng Thương mại Quốc tế Vương quốc Anh Liz Truss tuyên bố rằng Chính phủ Anh sẽ tăng cường di chuyển tự do giữa Australia và Vương quốc Anh trong các cuộc đàm phán hậu Brexit cho một thỏa thuận thương mại tự do.
Vào tháng 1 năm 2020, có thông tin cho rằng Chính phủ Morrison của Úc đã phản đối việc mở rộng quyền tự do đi lại giữa Úc và Vương quốc Anh. Bộ trưởng Thương mại Úc Simon Birmingham đã nói rằng ông "không thể tưởng tượng việc di chuyển tự do hoàn toàn và không bị ràng buộc" sẽ được thảo luận trong các cuộc đàm phán hậu Brexit trong một thỏa thuận thương mại tự do. Thủ tướng Úc Scott Morrison trước đó đã nói vào tháng 9 năm 2019 rằng "sự sắp xếp của New Zealand là khá độc đáo và nó không phải là điều mà chúng tôi có thể sẽ dự tính mở rộng".

## Lãnh thổ

### Canada
Có 3 lãnh thổ thuộc Canada. Không giống như các tỉnh, các vùng lãnh thổ của Canada không có chủ quyền, do chính phủ liên bang ủy quyền và sở hữu. Chúng bao gồm tất cả lục địa Canada ở phía bắc vĩ độ 60° bắc và phía tây của Vịnh Hudson và tất cả các đảo ở phía bắc đất liền Canada (từ những hòn đảo ở Vịnh James đến Quần đảo Elizabeth). Bảng sau đây liệt kê các lãnh thổ theo thứ tự ưu tiên (mỗi tỉnh được ưu tiên hơn tất cả các lãnh thổ, bất kể ngày mà mỗi lãnh thổ được tạo).
| Lãnh thổ             | Cờ | Quốc huy | Thủ đô (Thủ phủ) | Dân số | Diện tích (km²) | Ngộ ngữ chính thức |
| -------------------- | -- | -------- | ---------------- | ------ | --------------- | --- |
| Các lãnh thổ Tây Bắc |    |          | Yellowknife      | 44,982 | 1,346,106       | Tiếng Chipewyan, Tiếng Cree, Tiếng Anh, Tiếng Pháp, Tiếng Gwich'in, Inuinnaqtun, Inuktitut, Inuvialuktun, North Slavey, South Slavey, Tłįchǫ |
| Nunavut              |    |          | Iqaluit          | 39,486 | 2,093,190       | Inuinnaqtun, Inuktitut, Tiếng Anh, Tiếng Pháp                                                                                                |
| Yukon                |    |          | Whitehorse       | 41,293 | 482,443         | Tiếng Anh, Tiếng Pháp |

### Úc
Ngoài 6 Tiểu bang của Úc, Úc còn bao gồm 10 lãnh thổ, có sự tồn tại và cơ cấu chính phủ (nếu có) phụ thuộc vào luật liên bang. Các lãnh thổ được phân biệt vì mục đích hành chính liên bang giữa các lãnh thổ "nội bộ", tức là các lãnh thổ "bên trong" lục địa Úc và các lãnh thổ "bên ngoài", mặc dù sự khác biệt giữa tất cả các lãnh thổ liên quan đến dân số hơn là vị trí.
Hai trong ba lãnh thổ bên trong — Lãnh thổ Thủ đô Úc (ACT), được thành lập để trở thành một địa điểm trung lập của thủ đô liên bang và Lãnh thổ phía Bắc — quyền lợi của hai lãnh thổ dường như là tự do. Mỗi quốc hội của các lãnh thổ có chính phủ tự trị, thông qua hội đồng lập pháp của mình, nhưng luật pháp của hội đồng có thể bị liên bang ghi đè. Mỗi cơ quan có cơ quan tư pháp riêng, kháng cáo lên tòa án liên bang. Lãnh thổ bên trong thứ ba, là Lãnh thổ Vịnh Jervis, là thành quả của mối quan hệ phức tạp của Úc với thành phố thủ phủ của Vịnh Jervis;  thay vì có cùng mức độ tự trị như các lãnh thổ nội địa khác, nó có các dịch vụ do ACT cung cấp.
Ngoài ra còn có 7 lãnh thổ bên ngoài, không phải là một phần của lục địa Úc hoặc của bất kỳ tiểu bang nào (3 lãnh thổ dân số cố định nhỏ, 2 lãnh thổ có quần thể nhỏ, và 2 lãnh thổ là không có người ở. Tất cả đều được quản lý trực tiếp bởi Bộ Cơ sở hạ tầng, Phát triển Khu vực và Thành phố (hoặc Bộ Môi trường và Năng lượng trong trường hợp của Lãnh thổ Nam Cực của Úc). Đảo Norfolk, nơi có dân cư lâu dài, đã được tự quản một phần cho đến năm 2015.
| Lãnh thổ                       | Cờ                   | Quốc huy        | Thủ đô (hoặc nơi có dân số đông) | Dân số (Jun 2019) | Diện tích (km²) |
| Lãnh thổ nội bộ                | Lãnh thổ nội bộ      | Lãnh thổ nội bộ | Lãnh thổ nội bộ                  | Lãnh thổ nội bộ   | Lãnh thổ nội bộ |
| ------------------------------ | -------------------- | --------------- | -------------------------------- | ----------------- | --------------- |
| Lãnh thổ Thủ đô                |                      |                 | Canberra                         | 426.709           | 2,358           |
| Lãnh thổ Vịnh Jervis           |                      | Australia       | None (Jervis Bay Village)        | 405               | 67              |
| Lãnh thổ Bắc                   |                      |                 | Darwin                           | 245.869           | 1,419,630       |
| Lãnh thổ hải ngoại             |                      |                 |                                  |                   |                 |
| Quần đảo Ashmore và Cartier    |                      | Australia       | None (offshore anchorage)        | 0                 | 750             |
| Lãnh thổ châu Nam Cực          | None (Davis Station) | Australia       | Less than 1,000                  | 5,896,500 km      |                 |
| Đảo Giáng Sinh                 |                      | Australia       | Flying Fish Cove                 | 1.938             | 135             |
| Quần đảo Cocos (Keeling)       |                      | Australia       | West Island                      | 547               | 14              |
| Quần đảo Biển San hô           |                      | Australia       | None (Willis Island)             | 4                 | 780,000         |
| Đảo Heard và quần đảo McDonald | None (Atlas Cove)    | Australia       | 0                                | 372               |                 |
| Đảo Norfolk                    |                      | Norfolk Island  | Kingston                         | 1.758             | 35              |

### Anh Quốc
Các lãnh thổ hải ngoại thuộc Anh có tổng cộng 14 lãnh thổ tất cả đều có liên kết hiến pháp với - nhưng không tạo thành một phần của - Vương quốc Anh. Hầu hết các lãnh thổ có người sinh sống lâu dài đều tự quản về mặt nội bộ, với Vương quốc Anh giữ trách nhiệm về quốc phòng và quan hệ đối ngoại. 3 lãnh thổ chỉ là nơi sinh sống của một nhóm quân nhân hoặc nhân viên khoa học tạm thời. Tất cả đều có Quốc vương Anh là nguyên thủ quốc gia.
Thuật ngữ "Lãnh thổ hải ngoại của Anh" được đưa ra bởi Đạo luật về lãnh thổ hải ngoại của Anh 2002, thay thế thuật ngữ Lãnh thổ phụ thuộc vào Anh, được đưa ra bởi Đạo luật quốc tịch Anh 1981.  Trước ngày 1 tháng 1 năm 1983, các vùng lãnh thổ được chính thức gọi là Thuộc địa Vương quốc Anh.
Bản thân các Lãnh thổ Hải ngoại và Vương quốc Anh đều khác biệt với Vương quốc thịnh vượng chung, một nhóm gồm 16 quốc gia độc lập (bao gồm cả Vương quốc Anh), mỗi quốc gia có Elizabeth II là quốc vương trị vì của họ và với Khối thịnh vượng chung, một hiệp hội tự nguyện của 53 quốc gia hầu hết có liên kết lịch sử với Đế quốc Anh (cũng bao gồm tất cả các vương quốc thuộc Khối thịnh vượng chung).
| Tên                                                     | Cờ | Quốc huy                                     | Thủ đô              | Dân số                                                                                             | Diện tích                             | Vị trí                                                            | GDP (danh nghĩa) | GDP Per Capita (danh nghĩa) |
| ------------------------------------------------------- | -- | -------------------------------------------- | ------------------- | -------------------------------------------------------------------------------------------------- | ------------------------------------- | ----------------------------------------------------------------- | ---------------- | --------------------------- |
| Anguilla                                                |    | Anguilla                                     | The Valley          | 14,869 (ước tính 2019)                                                                             | 91 km2 (35,1 dặm vuông Anh)           | Caribbean, Bắc Đại Tây Dương                                      | £141.62 triệu    | £9,850                      |
| Bermuda                                                 |    | Bermuda                                      | Hamilton            | 62,506 (ước tính 2019)                                                                             | 54 km2 (20,8 dặm vuông Anh)           | Bắc Đại Tây Dương giữa Azores, Ca-ri-bê, Đảo Cape Sable và Canada | £4.5 tỷ          | £69,240                     |
| Lãnh thổ châu Nam Cực                                   |    |                                              | Rothera             | Dân số không cố định, 50 người vào mùa đông, và hơn 400 người vào mùa hè (nhân viên nghiên cứu)    | 1.709.400 km2 (660.000 dặm vuông Anh) | Nam Cực                                                           |                  |                             |
| Lãnh thổ Ấn Độ Dương                                    |    | British Indian Ocean Territory               | Diego Garcia        | 3,000 không thường xuyên (Quân nhân Vương quốc Anh và Hoa Kỳ; ước tính)                            | 60 km2 (23 dặm vuông Anh)             | Ấn Độ Dương                                                       |                  |                             |
| Quần đảo Virgin                                         |    | British Virgin Islands                       | Road Town           | 31,758 (ước tính 2018)                                                                             | 153 km2 (59 dặm vuông Anh)            | Caribbean, Bắc Đại Tây Dương                                      | £870 triệu       | £28,040                     |
| Quần đảo Cayman                                         |    | Cayman Islands                               | George Town         | 68,076 (Ước tính 2019)                                                                             | 264 km2 (101,9 dặm vuông Anh)         | Caribbean                                                         | £4.15 tỷ         | £146,250                    |
| Quần đảo Falkland                                       |    | Falkland Islands                             | Stanley             | 3,377 (Ước tính 2019) 1,350 Không thường xuyên (Quân nhân Vương quốc Anh; Ước tính năm 2012)       | 12.173 km2 (4.700 dặm vuông Anh)      | Nam Đại Tây Dương                                                 | £132.82 triệu    | £57,170                     |
| Gibraltar                                               |    | Gibraltar                                    | Gibraltar           | 33,701(ước tính 2019) 1,250 không thường xuyên (Quân nhân Vương quốc Anh; Ước tính năm 2012)       | 6,5 km2 (2,5 dặm vuông Anh)           | Bán đảo Iberia, Lục địa Châu Âu                                   | £1.89 tỷ         | £74,960                     |
| Montserrat                                              |    | Montserrat                                   | Plymouth            | 5,215 (Ước tính 2019)                                                                              | 101 km2 (39 dặm vuông Anh)            | Caribbean, Bắc Đại Tây Dương                                      | £130.72 triệu    | £25,060                     |
| Quần đảo Pitcairn                                       |    | Pitcairn Islands                             | Adamstown           | 50 (Ước tính 2018) 6 không thường xuyên (Số liệu 2014)                                             | 47 km2 (18 dặm vuông Anh)             | Thái Bình Dương                                                   | £84,870          | £1,700                      |
| Saint Helena, Ascension và Tristan da Cunha, including: |    | United Kingdom                               | Jamestown           | 5,633 (toàn bộ; Điều tra dân số năm 2016)                                                          | 420 km2 (162 dặm vuông Anh)           | Nam Đại Tây Dương                                                 | £18.65 triệu     | £4,570                      |
| Saint Helena                                            |    |                                              |                     | 4,349 (Thánh Helena; Điều tra dân số năm 2019)                                                     |                                       | Nam Đại Tây Dương                                                 | £18.65 triệu     | £4,570                      |
| Đảo Ascension                                           |    |                                              |                     | 880 (gồm người đã khuất; ước tính) 1,000 quân nhân không thường trực của Vương quốc Anh (ước tính) |                                       |                                                                   | £18.65 triệu     | £4,570                      |
| Tristan da Cunha                                        |    |                                              |                     | 300 (ước tính) 9 không thường xuyên (nhân viên thời tiết)                                          |                                       |                                                                   | £18.65 triệu     | £4,570                      |
| Nam Georgia và Quần đảo Nam Sandwich                    |    | South Georgia and the South Sandwich Islands | King Edward Point   | 99 không thường xuyên (cán bộ và nhân viên nghiên cứu)                                             | 3.903 km2 (1.507 dặm vuông Anh)       | Nam Đại Tây Dương                                                 |                  |                             |
| Akrotiri và Dhekelia                                    |    | United Kingdom                               | Episkopi Cantonment | 7,700 (gồm Người Síp; ước tính) 8,000 không thường xuyên (Quân nhân Vương quốc Anh; ước tính)      | 255 km2 (98 dặm vuông Anh)            | Síp, Biển Địa Trung Hải                                           |                  |                             |
| Quần đảo Turks và Caicos                                |    | Turks and Caicos Islands                     | Cockburn Town       | 38,191 (Ước tính 2019)                                                                             | 430 km2 (166 dặm vuông Anh)           | Lucayan Archipelago, Bắc Đại Tây Dương                            | £830 triệu       | £21,920                     |

Lãnh phụ thuộc. Trong mỗi trường hợp, người đứng đầu chính phủ được gọi là Thủ hiến. Trên bình diện quốc tế, các phụ thuộc được coi là "lãnh thổ mà Vương quốc Anh chịu trách nhiệm", chứ không phải là quốc gia có chủ quyền.
| Tên               | Cờ       | Quốc huy    | Thủ đô                                                           | Dân số  | Diện tích                    | Quân chủ         |
| ----------------- | -------- | ----------- | ---------------------------------------------------------------- | ------- | ---------------------------- | ---------------- |
| Địa hạt GuernseyA | Alderney | Alderney    | Saint Anne                                                       | 65,849  | 78 km2 (30 dặm vuông Anh)    | Duke of Normandy |
| Địa hạt GuernseyA | Guernsey | Guernsey    | Saint Peter Port (thủ phủ của toàn bộ Bailiwick và của Guernsey) | 65,849  | 78 km2 (30 dặm vuông Anh)    | Duke of Normandy |
| Địa hạt GuernseyA | Sark     |             | Seigneurie (trên thực tế; Sark không có thủ đô)                  | 65,849  | 78 km2 (30 dặm vuông Anh)    | Duke of Normandy |
| Jersey            |          | Jersey      | Saint Helier                                                     | 106,800 | 118,2 km2 (46 dặm vuông Anh) | Duke of Normandy |
| Đảo Man           |          | Isle of Man | Douglas                                                          | 84,997  | 572 km2 (221 dặm vuông Anh)  | Lord of Mann     |

^A Bao gồm Alderney, Guernsey và Sark. .

### New Zealand
Các đảo Thái Bình Dương thuộc Quần đảo Cook và Niue trở thành thuộc địa đầu tiên của New Zealand vào năm 1901 và sau đó là đất nước bảo hộ.  Từ năm 1965, Quần đảo Cook trở thành khu vực tự quản, cũng như Niue từ năm 1974. Tokelau thuộc quyền kiểm soát của New Zealand vào năm 1925 và vẫn nằm trong lãnh thổ không tự quản.
Vùng phụ thuộc Ross bao gồm khu vực đó của lục địa Nam Cực trong khoảng từ 160° kinh đông đến 150° kinh độ tây, cùng với các đảo nằm giữa các độ kinh độ đó và nam vĩ độ 60° nam. Chính phủ Anh (đế quốc) đã chiếm hữu vùng lãnh thổ này vào năm 1923 và giao cho New Zealand quản lý. Cả Nga và Hoa Kỳ đều không công nhận yêu sách này và vấn đề vẫn chưa được giải quyết (cùng với tất cả các yêu sách khác ở Nam Cực) bởi Hiệp ước Nam Cực, hầu như giúp giải quyết  những khác biệt này. Khu vực này không có người ở, ngoài các cơ sở khoa học.
Luật quốc tịch New Zealand đối xử bình đẳng với tất cả các phần của Vương quốc, vì vậy hầu hết những người sinh ra ở New Zealand, Quần đảo Cook, Niue, Tokelau và Ross Dependency trước năm 2006 đều là công dân New Zealand. Các điều kiện khác áp dụng cho những người sinh từ năm 2006 trở đi.
| Lãnh thổ                | Cờ | Quốc huy     | Thủ đô (Nơi có dân số đông) | Dân số (2018)                                           | Diện tích (km²) |
| ----------------------- | -- | ------------ | --------------------------- | ------------------------------------------------------- | --------------- |
| Quần đảo Cook           |    | Cook Islands | Avarua                      | 21,388                                                  | 236             |
| Niue                    |    |              | Alofi                       | 1,145                                                   | 260             |
| Lãnh thổ phụ thuộc Ross |    | New Zealand  | Không có (Scott Base)       | Scott Base: 10–85 McMurdo Station: 200–1,000 (theo mùa) | 450,000         |
| Tokelau                 |    |              | Fakaofo                     | 1,405                                                   | 10              |

## Phản đối quan điểm
Các nhà phê bình cho rằng dự án CANZUK sẽ không có ý nghĩa như một công trình địa chính trị trong thế kỷ 21. Nick Cohen đã viết vào tháng 4 năm 2016 rằng "Thật là một ảo tưởng châu Âu khi 'Anglosphere' muốn Brexit", và nhấn mạnh sự tách biệt dần dần đã xảy ra giữa mỗi quốc gia trong cả văn hóa pháp lý và chính trị kể từ khi người Anh kết thúc "Đế chế mặt trời không bao giờ lặng của mình". Người ta lập luận rằng sự tách biệt về địa lý hạn chế giá trị của bất kỳ liên minh nào như vậy, phù hợp với quan điểm kinh tế chủ đạo coi 'khoảng cách và quy mô của các đối tác thương mại quan trọng hơn các liên kết lịch sử trong việc xác định mối quan hệ thương mại giữa các quốc gia'. Cựu thủ tướng Úc Kevin Rudd nhắc lại quan điểm này, nói rằng "nhiều như bất kỳ chính phủ Úc, Canada và New Zealand nào về bất kỳ sự thuyết phục nào sẽ làm bất cứ điều gì họ có thể để xây dựng các hiệp định thương mại tự do mới với Vương quốc Anh, điểm mấu chốt là rằng 65 triệu người trong chúng ta không nằm trong tầm ngắm của thị trường lân cận của Anh với 450 triệu người châu Âu", mô tả ý tưởng này là "những con bò mộng" (nghĩa là ảo tưởng).
Sự phức tạp về kinh tế, địa lý, chính trị và xã hội sẽ hạn chế ảnh hưởng mà khối này có thể gây ra.  Chỉ có một trong số các quốc gia (Vương quốc Anh) có khả năng quân sự đáng kể và là quốc gia duy nhất có ghế thường trực trong Hội đồng Bảo an Liên hợp quốc. Nền kinh tế của Vương quốc Anh lớn hơn đáng kể so với nền kinh tế của ba quốc gia khác.
Một bài xã luận trên tờ Globe and Mail của Canada, trong đó mô tả CANZUK là "một cái tên ngớ ngẩn", chỉ ra rằng những quốc gia thuộc Khối thịnh vượng chung mà những người ủng hộ Brexit say mê nhất là "những nước cựu thống trị nơi người da trắng chiếm ưu thế"  và ngay cả khi nó được mở rộng để bao gồm các quốc gia đông dân, nhóm này "không ở đâu gần mong muốn tiềm ẩn về thương mại với Anh để làm cho kế hoạch trở nên đáng tin cậy". Trong một bài báo đăng trên  The New York Times  vào tháng 4 năm 2018, nhà sử học Alex von Tunzelmann tuyên bố rằng "không còn nghi ngờ gì nữa, những người ủng hộ việc khôi phục mối liên hệ của Anh với Canada, Australia và New Zealand có thể viện dẫn vô số lý do không liên quan gì đến phân biệt chủng tộc để giải thích lý do tại sao một số quốc gia khác lại khác. Tuy nhiên, các quốc gia đa số không phải da trắng sẽ chú ý nếu họ bị đối xử như họ hơn là chúng ta, bởi vì đây sẽ không phải là lần đầu tiên điều đó xảy ra. "
Trong giới học thuật, Duncan Bell chỉ trích diễn ngôn 'Anglospheric đương đại và kết luận rằng bình luận chính trị hiện đại là "sự bắt chước nhạt nhòa của những lần lặp lại trước đó", thiếu sự ủng hộ trong toàn bộ chính trị. Giáo sư các vấn đề quốc tế Srdjan Vucetic mở rộng ý tưởng này hơn nữa, mô tả CANZUK là "biến thể mới nhất của một chuỗi dài các dự án tìm cách củng cố đế chế của người định cư Anh, các dự án cho đến tận nửa sau thế kỷ XX được biện minh bằng các thuật ngữ phân biệt chủng tộc rõ ràng  "và đặt câu hỏi về khả năng tồn tại của hiệp ước quốc phòng CANZUK mà không có sự tham gia của Hoa Kỳ, như trong liên minh Five Eyes và ABCANZ.

## Dư luận

### 2015
Cuộc thăm dò dư luận do công ty nghiên cứu YouGov thực hiện vào năm 2015 cho thấy 58% người Anh sẽ ủng hộ quyền tự do đi lại và làm việc giữa công dân Vương quốc Anh và công dân Úc, Canada và New Zealand, với 19 phần trăm  phần trăm phản đối ý tưởng và 23 phần trăm chưa quyết định, với sự ủng hộ cho các đề xuất được tìm thấy ở cả bốn quốc gia của Vương quốc Anh. Nghiên cứu cũng cho thấy rằng người Anh coi trọng việc di chuyển tự do giữa Vương quốc Anh, Úc, Canada và New Zealand hơn họ coi trọng việc di chuyển tự do giữa Vương quốc Anh và Liên minh châu Âu ở mức 46% đến 35%..

### 2016
Các cuộc điều tra thăm dò dư luận do Hiệp hội Thịnh vượng chung Hoàng gia ủy quyền vào năm 2016 cho thấy 70% người Úc nói rằng họ ủng hộ đề xuất này, với 10% phản đối đề xuất này; 75% người Canada cho biết họ ủng hộ ý tưởng và 15% phản đối nó và 82% người New Zealand nói rằng họ ủng hộ ý tưởng này, với 10% phản đối. Tất cả các tỉnh tương ứng , các bang và vùng lãnh thổ của Úc, Canada và New Zealand đã đăng ký đa số ủng hộ cho các đề xuất.

### 2017
Cuộc thăm dò ý kiến sâu hơn với 2.000 người được thực hiện vào tháng 1 năm 2017 cho thấy sự ủng hộ cho việc di chuyển tự do của người và hàng hóa với những hạn chế nhất định đối với công dân yêu cầu các khoản thanh toán được tài trợ thuế khi nhập cảnh trên khắp Úc, Canada, New Zealand và Vương quốc Anh, bao gồm cả những điều chưa quyết định. Việc tính chưa quyết định khi hỗ trợ khiến những kết quả này có phần đáng ngờ. Hỗ trợ ở Úc là 72%, 77% ở Canada, 81% ở New Zealand và 64% ở Vương quốc Anh.

### 2018
Một cuộc khảo sát do CANZUK International thực hiện bao gồm 13.600 người trả lời từ Úc, Canada, New Zealand và Vương quốc Anh được thực hiện từ tháng 1 đến tháng 3 năm 2018 cho thấy sự ủng hộ gia tăng đối với thương mại tự do có đi có lại và sự di chuyển của người dân giữa các quốc gia so với năm 2017, với sự hỗ trợ tại  73% ở Úc (tăng 1%); 76% ở Canada (giảm 1%); 82% ở New Zealand (tăng 1%); và 68% ở Vương quốc Anh (tăng 4%). Cuộc thăm dò dư luận cho thấy sự ủng hộ lớn hơn đối với các đề xuất ở Bắc và Đảo Nam của New Zealand với mức ủng hộ lần lượt là 83% và 81%; British Columbia và Ontario ở Canada lần lượt là 82% và 80% ủng hộ;  và New South Wales và Victoria ở Úc với 79% ủng hộ mỗi bên, trong khi hỗ trợ ít hơn ở Quebec ở Canada với 63% ủng hộ; Bắc Ireland, Wales và Scotland ở Vương quốc Anh với mức ủng hộ lần lượt là 64%, 70% và 66%;  và Tây Úc với mức hỗ trợ 65%.